# Evenveeltjespan
Een evenveeltjespan is een historische pan die in de 18e en 19e eeuw werd gebruikt om koekjes te bakken. De pan lijkt op de poffertjespan en wordt ook als de voorloper daarvan gezien, maar de vormen in de evenveeltjespan zijn niet gewoon rond. De bakjes hebben verschillende vormen waaronder: sterren, vissen, spiralen, schelpen, etc. De naam verwijst naar het volume van de te bakken koekjes: ondanks de verschillende vormen is hun volume ongeveer even groot.
De pannen verschillen sterk in vormgeven: sommigen hebben pootjes, anderen niet. Ze komen voor met een steel, maar ook met twee handvatten. Ook zijn er pannen met deksel (voor direct in het vuur te plaatsen, waardoor er geen as in de koekjes zal belanden) en zonder. Ook het aantal bakjes kan verschillen, er zijn pannen met 5, 7, 9 of 11 vormpjes. Ook het materiaal kan verschillen, er zijn pannen van roodbakkend aardewerk, maar ook van koper of messing bekend.